# كارلو بوكسيروسو
كارلو بوكسيروسو (بالإيطالية: Carlo Buccirosso)‏ هو كاتب وممثل إيطالي، ولد في 1 مايو 1954 بنابولي في إيطاليا. من الجوائز التي نالها جائزة ديفيد دي دوناتيلو عن فئة أفضل ممثل ثانوي ‏ سنة 2015.

## أعمال

### أفلام
- (2013) الجمال العظيم[6][7]

## جوائز وترشيحات
جوائز
- جائزة ديفيد دي دوناتيلو عن فئة أفضل ممثل ثانوي [الإنجليزية]‏ (2015)

ترشيحات
- جائزة ديفيد دي دوناتيلو عن فئة أفضل ممثل ثانوي [الإنجليزية]‏ (2009)

## وصلات خارجية
- كارلو بوكسيروسو على موقع IMDb (الإنجليزية)
- كارلو بوكسيروسو على موقع ألو سيني (الفرنسية)
- كارلو بوكسيروسو على موقع أول موفي (الإنجليزية)
- كارلو بوكسيروسو على موقع قاعدة بيانات الأفلام السويدية (السويدية)
- كارلو بوكسيروسو على موقع قاعدة بيانات الفيلم (الإنجليزية)
- كارلو بوكسيروسو على موقع كينوبويسك (الروسية)